# Goedereede

Bandeira da municipalidade

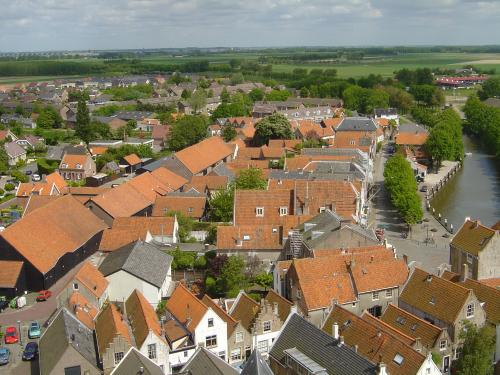
Paisagem da municipalidade

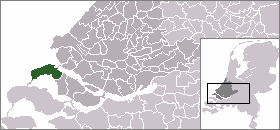
Mapa da municipalidade

Goedereede é um município dos Países Baixos, na província de Holanda do Sul.
A população é de 11.408 (2010).